# Steaua și semiluna

O prezentare tipică de stea și semilună.

O stea (sau stele) și semiluna, în unele combinație formează simboluri larg găsite în întreaga lume antică, cu exemple atestate din Mediterana de Est și Asia Centrală.
La sfârșitul perioadei elenistice sau romane timpurii (secolul I î.Hr.), steaua și semiluna au fost asociate într-o oarecare măsură cu Bizanțul; chiar dacă simbolul a fost mai mult utilizat ca emblemă regală a lui Mitridates al VI-lea Eupator (care pentru o vreme a încorporat orașul în imperiul său, Pontus).
În timpul secolului 19, acesta a reprezentat Imperiul otoman, figurează pe steagul otoman din 1793. Pavilionul otoman din 1844 a continuat să fie utilizat ca drapel al Republicii Turcia. Alte state succesoare ale Imperiului Otoman au utilizat, de asemenea, simbolul, inclusiv Libia (1951-69 și dupǎ 2011), Tunisia (1956) și Algeria (1958).
Același simbol a fost utilizat în alte steaguri naționale introduse în cursul secolului 20, inclusiv drapelele Azerbaidjanului (1918), Pakistanului (1947), Malaeziei (1948) și al Mauritaniei (1959). În timpul anilor 1950 până în anii 1960, simbolul a fost reinterpretat ca simbol al Islamului sau al comunității musulmane. Până în anii 1970, acest simbolism a fost îmbrățișat de mișcările naționaliste arabe sau islamiste (chiar dacă nu a fost inițial un simbol arab), cum ar fi propusa Republică Arabă Islamică (1974) și religia din SUA Nation of Islam (1973).